# Herb gminy Kwidzyn
Herb gminy Kwidzyn – jeden z symboli gminy, jego obecna wersja istnieje od 2003.

## Wygląd
Herb gminy ma kształt tarczy herbowej koloru czerwonego. W jego centralnej części umieszczono postać złotego orła połączonego z pastorałem (występującym również w herbie Kwidzyna). Pod nimi znajdują się trzy złote kłosy zboża.